# Joannes Baptista Dolar
Joannes Baptista Dolar SJ (auch: Dollar, Tollar, Tholarius; slowenisch: Janez Krstnik Dolar, * um 1620 in Kamnik; † 13. Februar 1673 in Wien) war ein Komponist und Priester.

## Leben und Werk
Dolar besuchte das Jesuitenkolleg von Ljubljana und kam 1639 als Novize nach Wien. Hier studierte er Philosophie an der Universität und erhielt 1642 die niederen Weihen. Zwischen 1645 und 1647 unterrichtete er am Jesuitenkolleg von Ljubljana, danach setzte er seine Studien in Wien fort und wurde 1652 zum Priester geweiht. 
Von 1656 bis 1658 war er musikalischer Direktor des Jesuitenkollegs von Ljubljana. Nach Aufenthalten in Passau und Győr wurde er um 1661 nach Wien als Direktor des Jesuitenseminars Sankt Ignatius und Pankratius und musikalischer Leiter der Konventskirche Am Hof berufen. 
Er komponierte Messen und Miserere sowie Sonaten und Ballette. Seine Kompositionen erschienen in zwei Druckausgaben: Musicalia varia (1665) und Drammata seu Miserere mei Deus (1666).